# Onthophagus muticus
Onthophagus muticus là một loài bọ cánh cứng trong họ Bọ hung (Scarabaeidae).